# 丁字山战斗
丁字山战斗的正式名称是芝山里南205高地防御战斗，“联合国军”称Operation Smack，是朝鲜战争期间美第8集团军司令詹姆斯·范佛里特指挥的最后一次战斗。战斗的结果是中国人民志愿军取胜。

## 背景
1952年12月，美国空军联席会议采纳“联合国军”总司令克拉克的建议，发动空地联合作战实验。第8集团军的参谋和美7师师长史密斯商议后，将作战任务交给了第31步兵团。作战计划由Howard H Cooksey上尉制定。

## 经过
从1953年1月12日至20日，美军第57野战炮营向丁字山发射10000余发炮弹。24日和25日，美空军对此山轮番轰炸。25日轰炸结束后，美73坦克营的15辆坦克率先冲击高地。而后2营营长Phillps少校命令E连2排向高地发起进攻。防守阵地的志愿军23军201团一个排依托坑道工事隐蔽，直到美军冲至山脊时才开火。2排在进攻中遭遇志愿军机枪火力压制，受困于狭小区域内，被志愿军手榴弹大量杀伤。此后Phillps先后投入1排和3排，均无建树，美31团团长William B Kern遂下令撤出战斗。

## 后续
此战志愿军伤亡11人，美军伤亡77人 。美军邀请了12名记者参观此次战斗，但是战斗的失败使他们遭受美国国会和舆论的强烈谴责。